# Porto XV de Novembro
Porto XV de Novembro é um distrito do município brasileiro de Bataguassu, no estado de Mato Grosso do Sul.

## História
Os primeiros homens civilizados à fixar-se nas terras de Bataguassu, foram Manoel da Costa Lima e sua expedição, partindo de Campo Grande para estabelecer a ligação de Campo Grande e o Estado de São Paulo, conseguindo seu intento em 1904, onde chegaram à foz do rio Pardo no rio Paraná, onde encontraram um local apropriado para um Porto Fluvial, e por ser aquele o dia 15 de novembro, batizaram-no como Porto XV de Novembro.
As primeiras famílias de colonizadores se fixaram em 1906. Estabeleceram-se primeiramente no lugar denominado Sapé, depois espalhando-se e iniciando-se abertura de novas fazendas, das quais a primeira recebeu o nome de Fazenda Uerê
Em 1927 a Companhia de Viação São Paulo Mato Grosso, fundada pelo Coronel Diederichen, comprou de Manoel da Costa Lima, a concessão do Porto XV de Novembro, a lancha Carmelita, balsa que servia para travessia de boiadas e vinte léguas de terras.
Em 1932, Arthur Diederichen vendeu a Companhia de Viação São Paulo Mato Grosso, incluindo terras, embarcações, pousos de boiadas, armazéns, fazendas e direitos, ao Dr. Jan Antonin Bata, o qual conservou o nome da Companhia.
O Dr. Jan Antonin Bata, nasceu na cidade de Zlim, na antiga Checoslováquia, onde foi um grande industrialista. Seu pai foi o fundador das Indústrias Bata e seu filho Jan foi seu continuador, ampliando suas fábricas em cinco continentes, culto e viajado dominava sete idiomas, perseguido pelos seguidores de Adolf Hitler, exilou-se nos Estados Unidos, de onde veio para o Brasil, onde em 1941 já havia instalado uma indústria de calçados em Batatuba, no Estado de São Paulo, primeira cidade que fundou no Brasil.
Em 1942, decidiu criar uma cidade nas terras que adquiriu de Diederichen, no espigão divisor das águas dos Córregos Guassu e Sapé, não muito distante do Rio Pardo, onde seria edificada a cidade de Bataguassu. Além de planejar o loteamento urbano da cidade, fez loteamento rural, construiu as primeiras casas destinadas aos seus funcionários, armazém e um pequeno templo católico, montou uma serraria, cuja caldeira fornecia energia elétrica, montou uma cerâmica, leiteria e mais tarde uma granja, sendo portanto, o Dr. Jan Antonin Bata considerado o fundador de Bataguassu.[carece de fontes?]
Com a criação do município de Bataguassu em 1953, Porto XV de Novembro passa a ser distrito deste.
A partir dos anos 90, sua história é marcada por uma grande mudança. Com o enchimento do reservatório da Usina Hidrelétrica Sérgio Motta na qual alagaria toda extensão pertencente ao distrito, a população teve que ser transferida para uma outra área planejada e construída pela CESP entre 11 de setembro de 1992 á 11 de agosto de 1994. O período de transição da população do antigo distrito ocorreu entre os anos de 1995 á 1998. Hoje, o ditrito tem o nome de Nova Porto XV de Novembro.
Uma das tradições mais típicas do distrito é a realização da Festa de Nossa Senhora dos Navegantes, presente com total envolvimento da comunidade desde o ano de 1948.